# Železniční trať Fülöpszállás–Kecskemét
Železniční trať Fülöpszállás–Kecskemét (maďarsky Fülöpszállás–Kecskemét-vasútvonal) je maďarská jednokolejná neelektrifikovaná železniční trať, která spojuje město Kecskémet a obec Fülöpszállás. Trať je označována v maďarském jízdním rádu jako trať MÁV 152. Trať byla otevřena v roce 1895.

## Historie
Železniční trať z Fülöpszálláse do Kecskemétu byla otevřena 27. října 1895.
Dne 4. března 2007 byl na trati zastaven provoz osobních vlaků. Nákladní doprava doprava byla zastavena v roce 2010.

## Provozní informace
Maximální rychlost na trati je 20 km/h. Trať i veškeré stanice a zastávky na trati provozovala firma MÁV.

## Doprava
Provoz osobních vlaků byl na trati zajišťován motorovými vozy Bzmot.

## Galerie

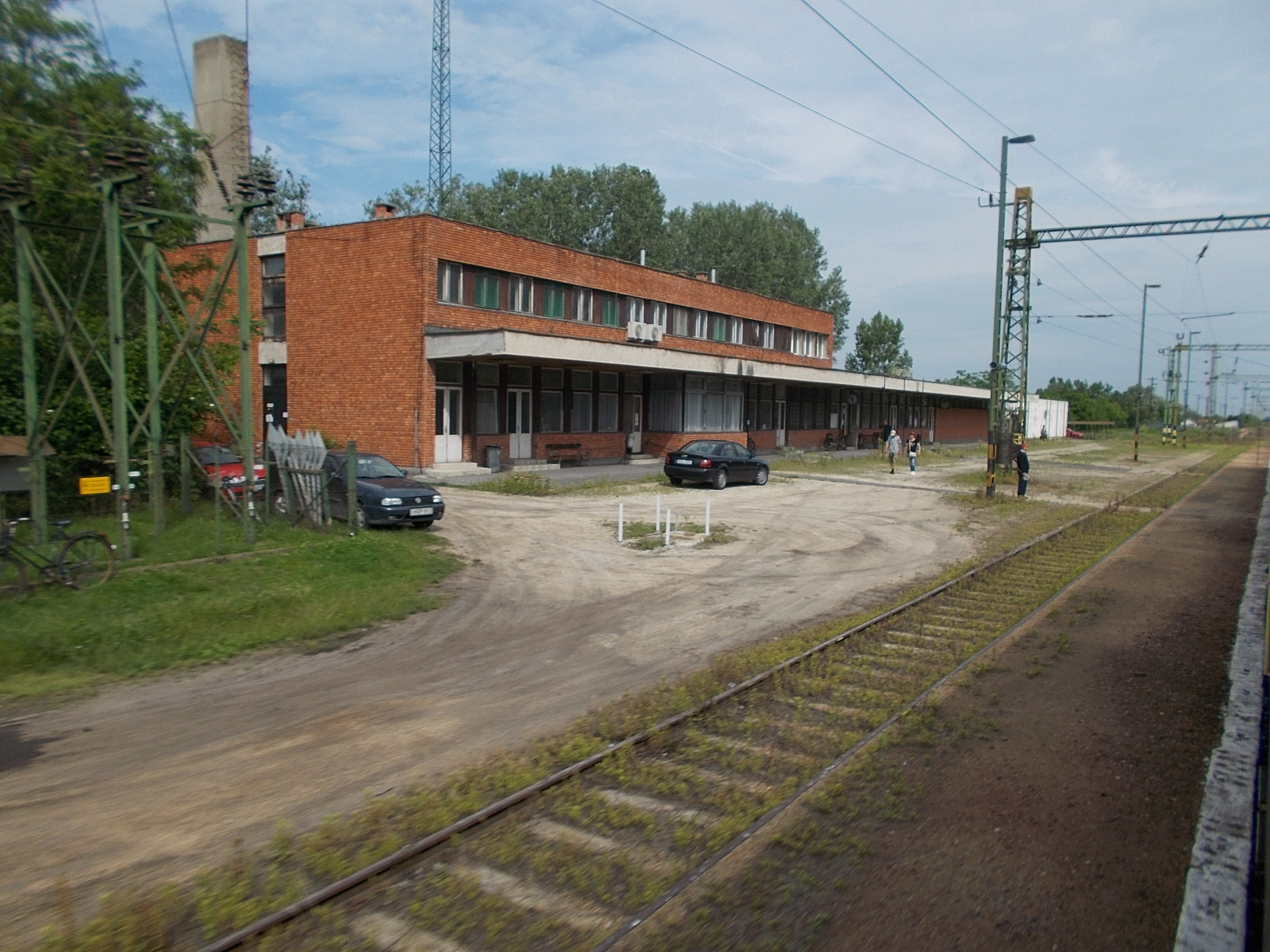
Fülöpszállás
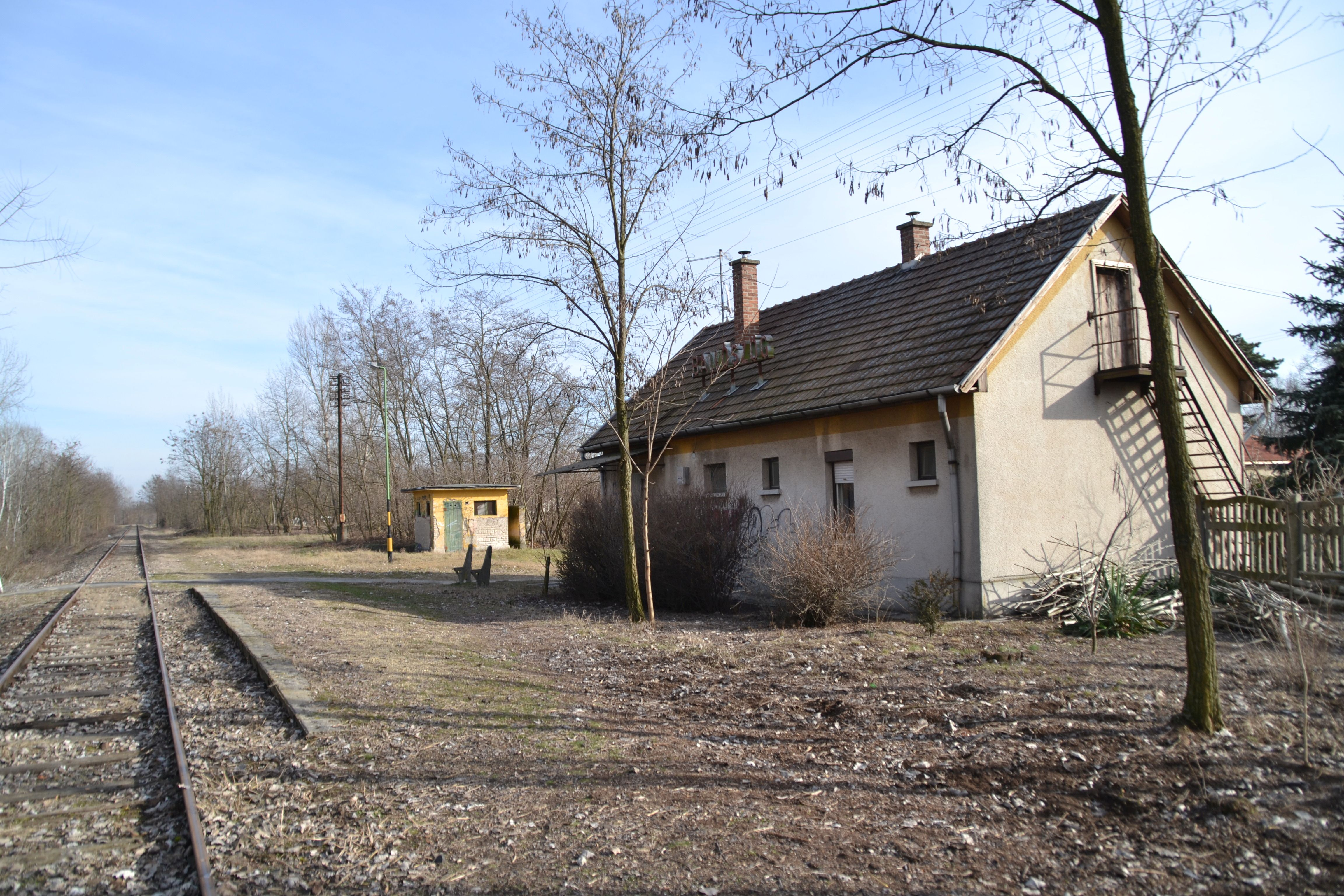
Ballószög
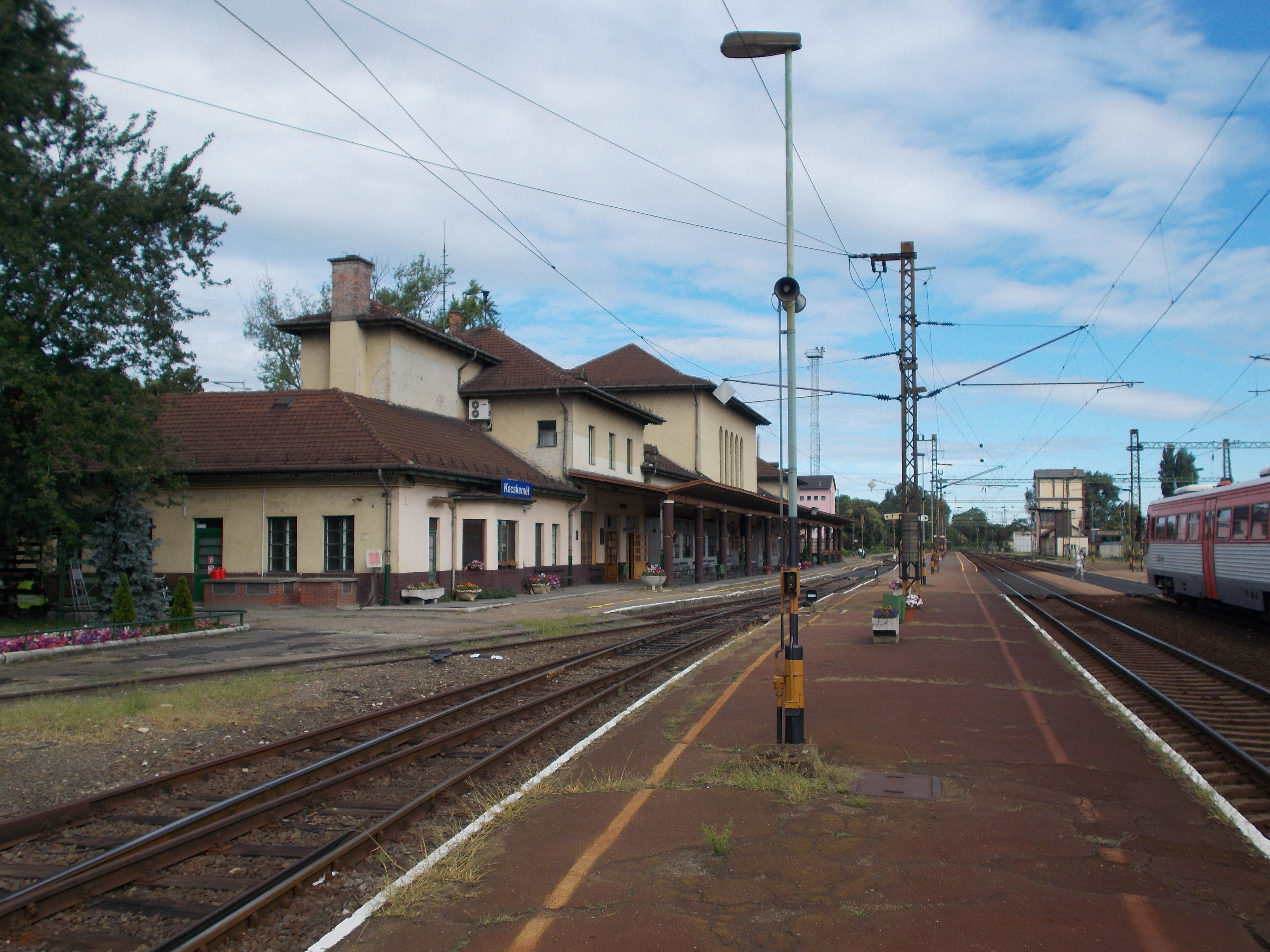
Kecskemét
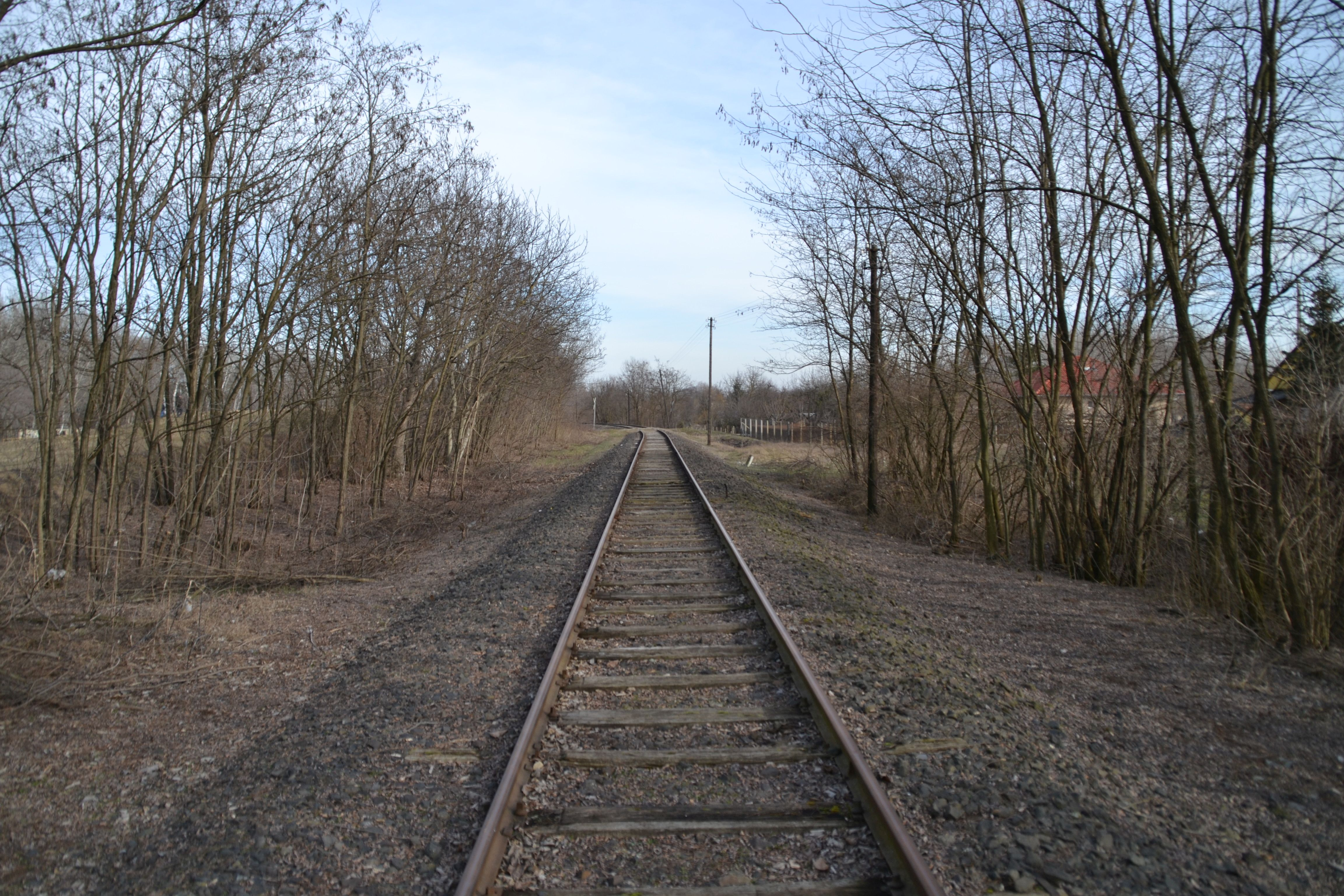
Trať u Ballószögu.
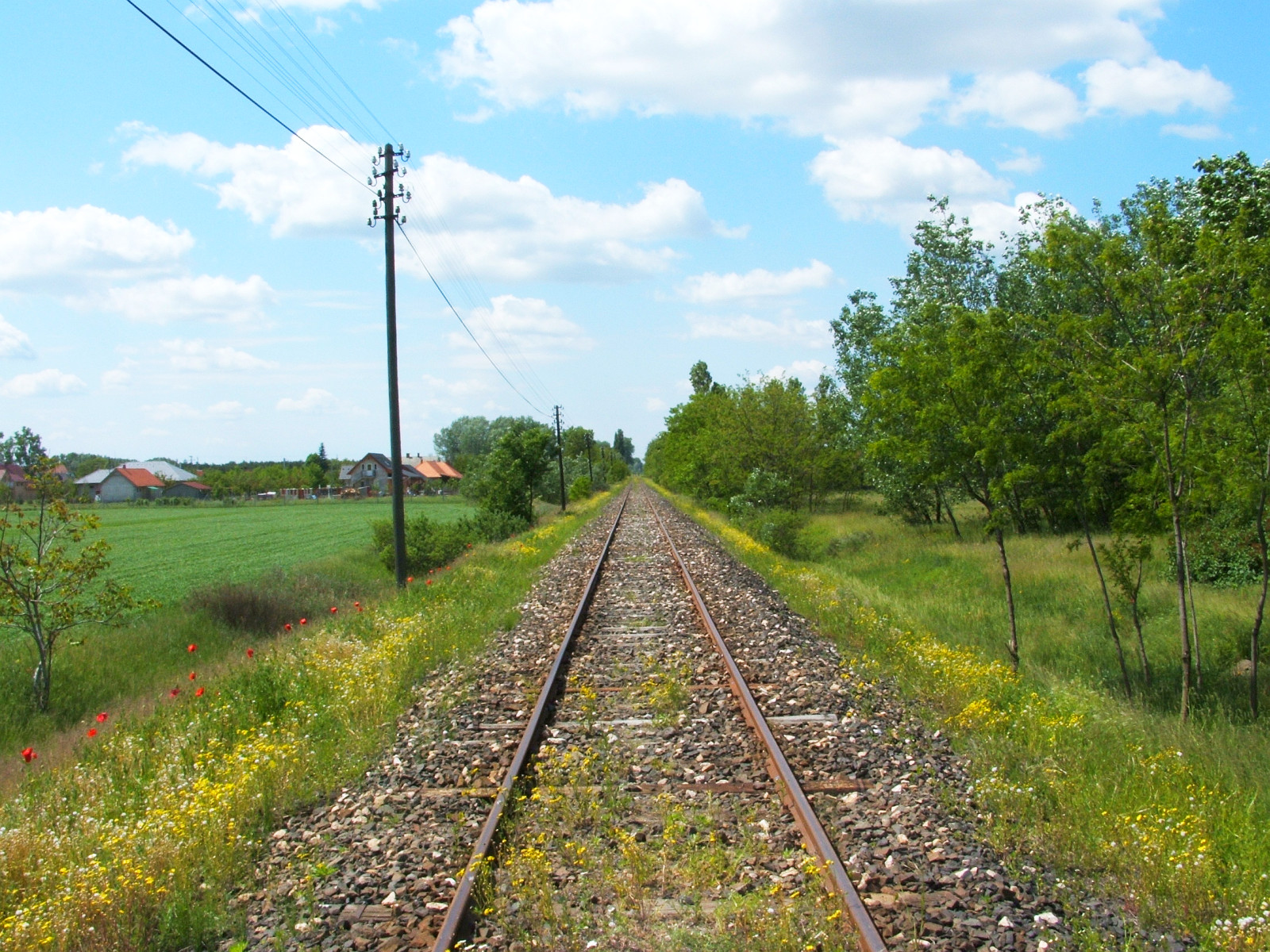
Trať u Kecskemétu.